# Ватя
Культура Ватя — археологическая культура раннего бронзового века.

## Происхождение
Культура Ватя возникла на базе поселений кишапоштагской и надьревской культур. Согласно распространённой теории, население скотоводческой кишапоштагской культуры подчинила себе земледельческую надьревскую культуру.

## Хронология и область распространения
Культура Ватя существовала на этапах A2 — начало B1 бронзового века, по хронологии Пауля Райнеке, то есть около 1900—1600 гг. до н. э. В развитии культуры выделяется три этапа.
Область распространения культуры охватывала середину Дуная, от его колена на севере до окрестностей Мохача на юге. На востоке достигала р. Тиса.

## Хозяйство
В хозяйстве культуры Ватя сочетаются традиции кишапоштагской и надьревской культур.
В хозяйстве были представлены как земледелие, так и скотоводство. Население культуры Ватя импортировало сырьё, необходимое для производства бронзы.

## Поселения и дома
Поселения возводились на возвышениях вблизи водоёмов. На фазе II появляются поселения оборонительного характера, которые стали повсеместными на фазе III. В Паннонии, на западной части территории культуры Ватя, возникали целые цепочки оборонных сооружений, в которых отдельные города были удалены друг от друга на 5-15 км. Они были укреплены палисадом или земляным валом. Дома имели 4-угольную планировку, пол был выполнен из глины, а стены — из деревянных балок. Помимо домов, в поселениях обнаружены ямы для запасов и печи, вырытые в земле.

## Погребальный обряд
В культуре Ватя доминировал кремационный обряд погребений. Умерших укладывали, как правило, в погребальные урны в небольшие ямы. Погребальные урны накрывались перевёрнутыми мисками, а рядом с ними укладывали другие сосуды, или же металлические изделия. В погребальных урнах иногда находились остатки костей. Довольно часто в погребениях встречаются черепа телят и кости других животных. На фазе B1 бронзового века под влиянием курганных культур появляются также скелетные погребения.

## Инвентарь
Керамика культуры Ватя была весьма искусной и богато украшенной. Было развито также металлургическое производство. Типичными артефактами являются подвески, трубковидные бусинки, тутулусы, декоративные бляшки, выполненные из проволоки, двойные подвески со спиральными украшениями, изделия из бронзового листа, различные типы шпилек.

## Исчезновение и влияние на возникновение других культур
В отличие от многих других культур региона, проникновение на юг носителей круга культур курганных погребений не привёл к резкому упадку культуры Ватя. Существует теория, согласно которой культура Ватя выстояла благодаря наличию укреплённых посёлков. Несмотря на это, она испытыла влияние культур курганных погребений, и на базе гибрида этих двух культур сложилась культура Косидер.